# Montanhas Tatra

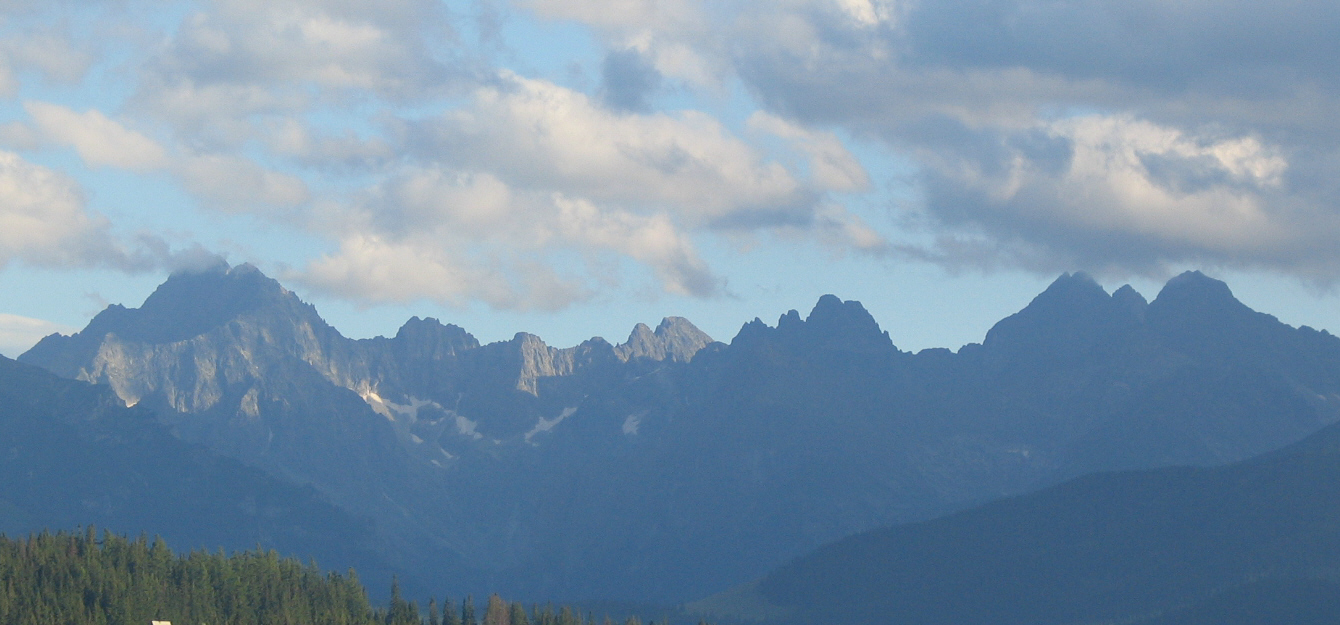
Tatras

As montanhas Tatra, Tatras ou Tatra (em polaco e eslovaco Tatry), formam uma cordilheira na fronteira da Polónia e Eslováquia e é o sector mais alto dos Cárpatos. A maior parte e os picos mais altos da cordilheira estão situados na Eslováquia; os maiores lagos destas montanhas podem ser encontrados na Polónia. O pico mais alto dos Tatras é o Pico Gerlachov ou Gerlachovský štít em eslovaco, (anteriormente chamado de pico Franz Joseph) e está a 2.655 metros de altitude, na Eslováquia. O Rysy, na altitude de 2.499 metros, é o pico mais alto da Polónia (na fronteira polaco-eslovaca).

## Descrição
A região é muito conhecida por ser uma área de esportes de inverno, com resorts tais como Poprad e a cidade Vysoké Tatry na Eslováquia (literalmente em português (Cidade dos) Altos Tatras; criada em 1999 e incluindo os resorts anteriormente separados de Štrbské Pleso, Starý Smokovec e Tatranská Lomnica), e Zakopane, a "Capital de Inverno" da Polónia.
Os Tatras consistem dos Tatras Ocidentais (eslovaco: Západné Tatry, polaco: Tatry Zachodnie) e os Tatras Orientais (Východné Tatry, Tatry Wschodnie). Os Tatras Orientais, por sua vez, consistem dos Tatras Altos (Vysoké Tatry, Tatry Wysokie) e as Tatras Belianske (Belianske Tatry, Tatry Bielskie). Os Tatras Altos, com seus 24 (ou 25) picos acima de 2.500 metros de altitude, são, juntamente com os Cárpatos do Sul, a única cordilheira com uma característica alpina em todos os 1.200 km de extensão dos Cárpatos.

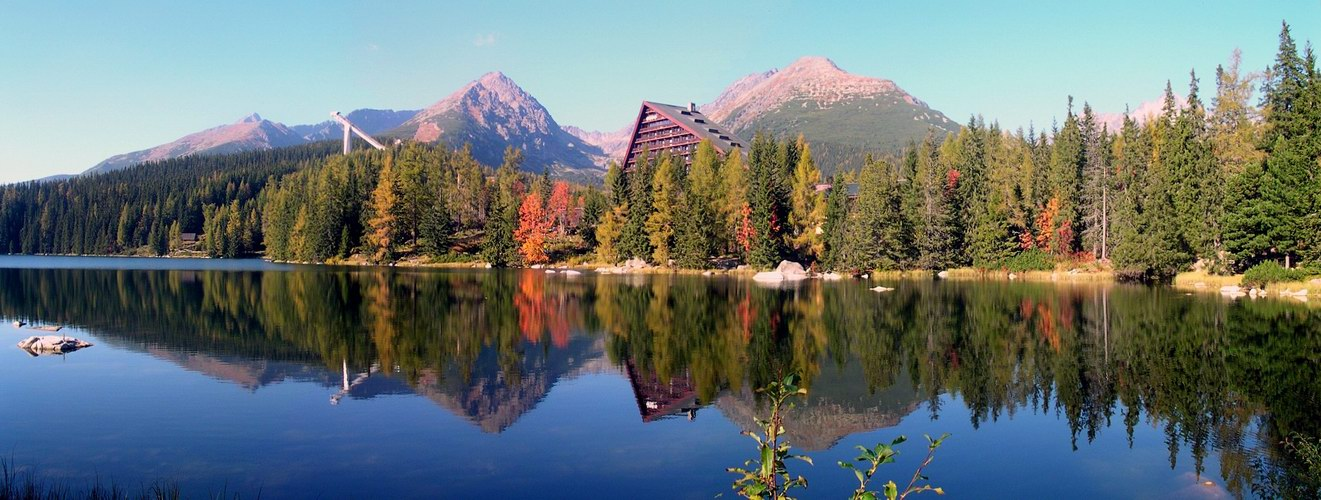
Štrbské Pleso nas Tatras Altas, Eslováquia.

Os Tatras deveriam ser distinguidos da outra cadeia de montanhas da Eslováquia, os Tatras Baixos (em eslovaco Nízke Tatry), situados ao sul dos Tatras. Algumas vezes, porém, o termo 'Tatras' é usado livremente para se referir tanto aos Tatras, propriamente ditas, quanto aos Tatras Baixos.
O Parque Nacional dos Tatra Eslovacos (Tatranský národný park) foi fundado em 1949 e o  contíguo Parque Nacional dos Tatra Polacos (Tatrzański Park Narodowy) foi fundado em 1954. As duas áreas juntas entraram para a [[lista de Reservas da Biosfera da UNESCO em 1993.
Em 19 de novembro de 2004, uma grande porção de florestas na parte sul dos Tatras Altos foi devastado por uma forte ventania de mais de 100 mph. Três milhões de metros cúbicos de árvores foram arrancadas, duas pessoas morreram e muitas aldeias nos Tatras Altos foram destruídas. A floresta sofreu ainda mais danos após o incêndio florestal que se seguiu e a ecologia local levará muitos anos até se recuperar totalmente.

## Picos de montanhas
Nas Tatras Orientais:

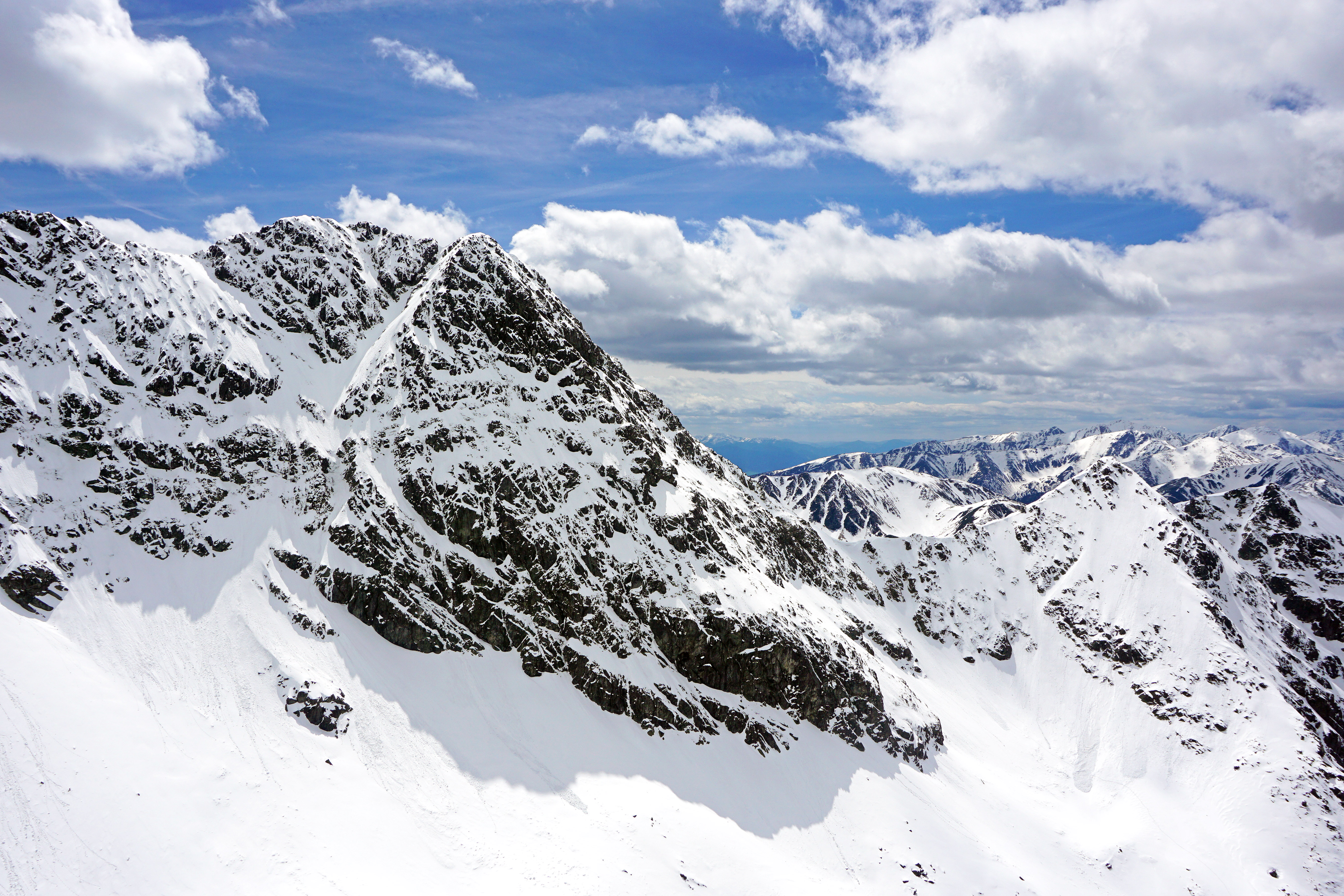
As Tatras vistas do Kościelec, Polônia.

- Pico Gerlachov - 2.655 m. (Eslováquia)
- Lomnický štít - 2.634 m. (Eslováquia)
- Rysy - 2503 m. (Eslováquia/Polônia)
- Kriváň - 2.495 m. (Eslováquia)
- Slavkovsky štít - 2.452 m. (Eslováquia)
- Svinica - 2.301 m. (Eslováquia/Polônia)
- Široká - 2.210 m. (Eslováquia)
- Havran - 2.151 m. (Eslováquia)
- Kresanica - 2.122 m. (Eslováquia/Polônia)
- Veľká kopa - 2.052 m. (Eslováquia)
- Kasprowy Wierch - 1.987 m. (Eslováquia/Polônia)
- Brestová - 1.934 m. (Eslováquia)
- Sivý vrch - 1.809 m. (Eslováquia)
- Osobita - 1.687 m. (Eslováquia)
- Lučna - 1.653 m. (Eslováquia/Polônia)

Nas Tatras Ocidentais:
- Bystrá - 2.248 m. (Eslováquia)
- Baranec - 2.184 m. (Eslováquia)
- Banikov/Banówka - 2.178 m. (Eslováquia)
- Starobociański Wierch (ocasionalmente Klin) - 2.176 m. (Eslováquia/Polônia)
- Volovec - 2.064 m. (Eslováquia/Polônia)
- Giewont - 1.895 m. (Polônia)

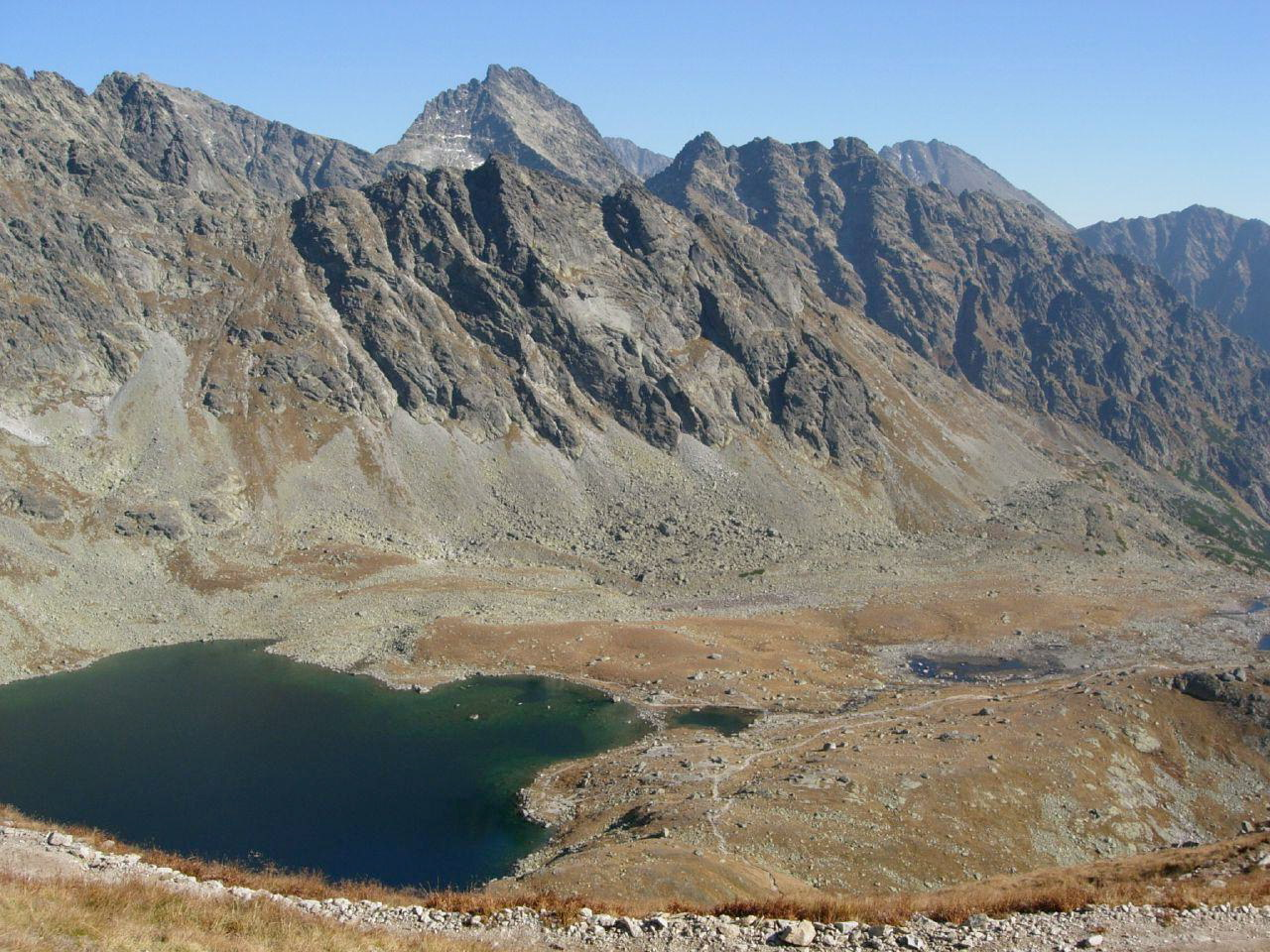
Tatras Altas, Eslováquia
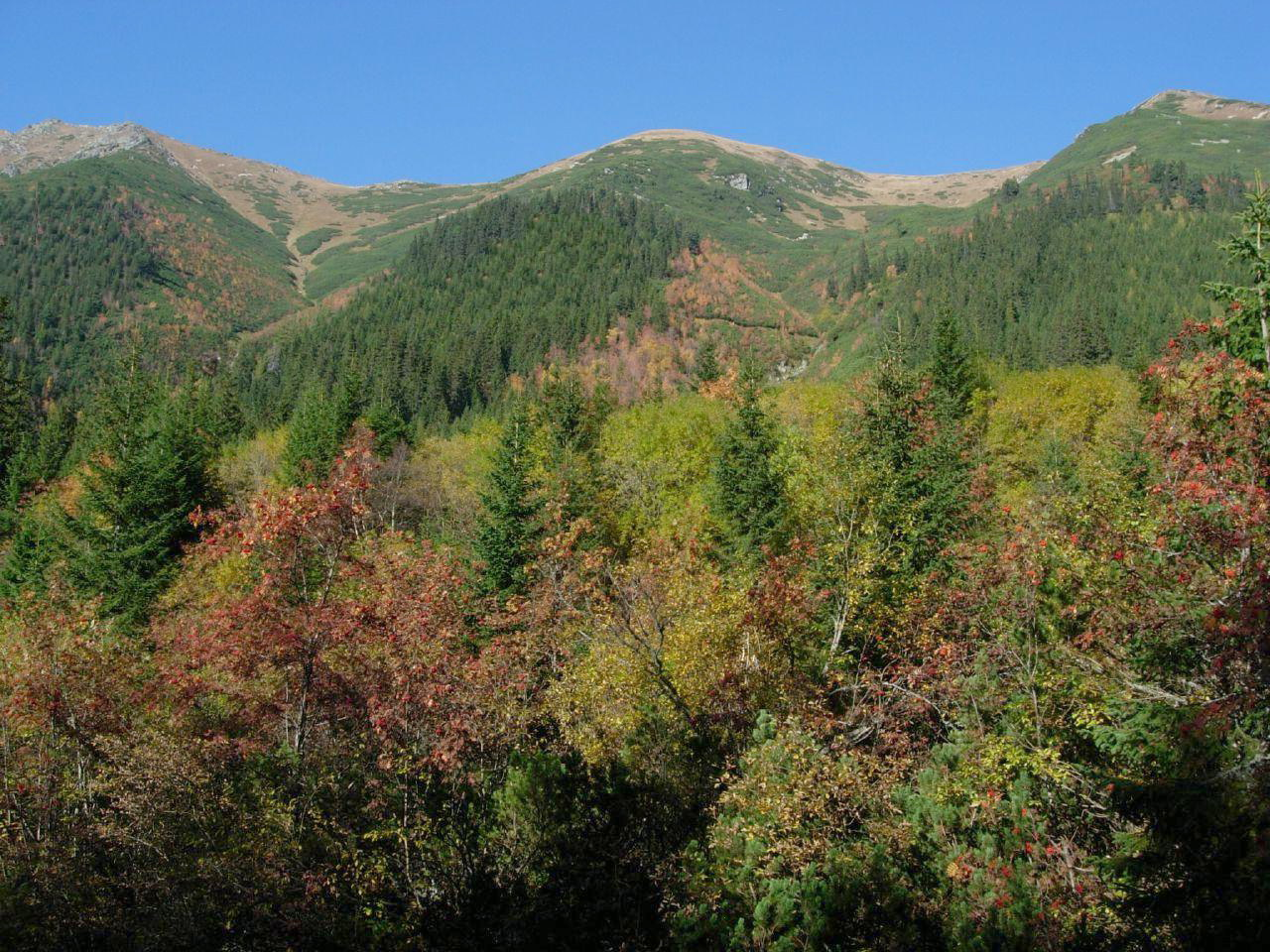
Tatras Ocidentais, Polônia
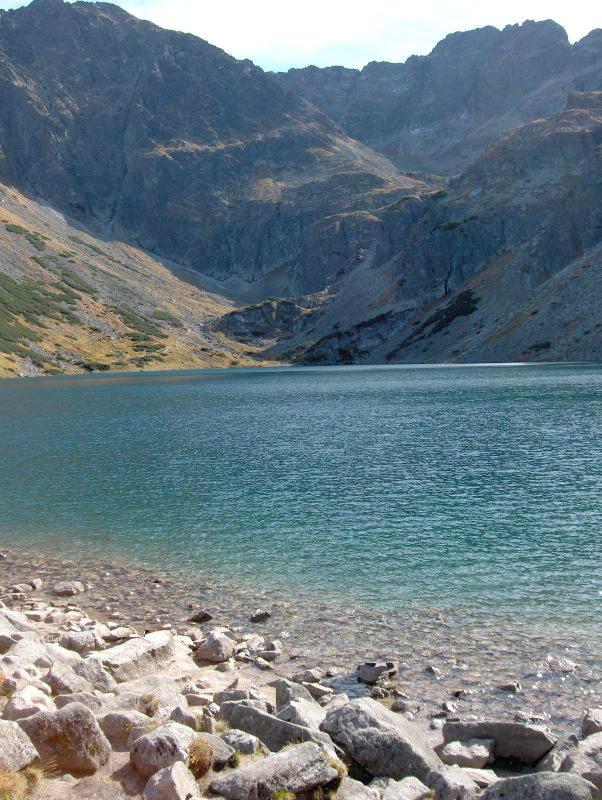
Czarny Staw Gąsienicowy, Polônia

### Imagens
- Vistas panorâmicas das montanhas Tatra
- Vista panorâmica do pico Rysy (2499m)
- Galeria de fotos